# Luis Vázquez de Parga
Luis María Manuel Félix Ramón Vázquez de Parga e Iglesias (Madrid, 21 de febrero de 1908-Madrid, 26 de octubre de 1994) fue un historiador, arqueólogo, latinista y académico español.

## Biografía
Nacido el 21 de febrero de 1908 en Madrid, se licenció en 1927 de Filosofía y Letras. En 1930 obtuvo una plaza de funcionario en el Museo Arqueológico Nacional. En su tesis doctoral acabó probando la falsedad de la "hitación" o división de Wamba. Como arqueólogo, llevó a cabo excavaciones en Recópolis y Pamplona. Elegido académico numerario de la Real Academia de la Historia el 18 de mayo de 1973, ocupó el cargo desde su toma de posesión el 18 de noviembre de 1973 hasta su fallecimiento, que tuvo lugar el 26 de octubre de 1994 en su ciudad natal. Fue pupilo de Claudio Sánchez Albornoz.
Hijo de Luis Vázquez de Parga y de la Riva y de María Iglesias Fariña. Estuvo casado con Consuelo Gutiérrez del Arroyo y González.